# Emília Belinati
Emília de Sales Belinati  (Londrina, 29 de maio de 1945) é uma professora e política brasileira filiada ao Partido Socialista Brasileiro (PSB). Foi deputada estadual no Paraná, vice-governadora do Estado do Paraná e diretora da Sanepar. Foi a única mulher deputada na legislação estadual no período de 1991 à 1995 e primeira mulher a chegar no Palácio Iguaçu no cargo de vice-governadora.

## Vida pessoal e formação acadêmica
Filha de Maria Cândida e Sebastião Sales, Emília Belinati nasceu em Londrina. Em 1974 formou-se em Educação Física pela Faculdade de Educação Física e Desportos do Norte do Paraná, atual Universidade Norte do Paraná (Unopar). Foi atleta da Seleção Paranaense de Basquetebol, tendo também lecionado em escolas municipais e estaduais por 10 anos.
Foi casada com Antonio Belinati com quem teve três filhos. Emília separou-se de Antonio, que ficou envolvido em inúmeros escândalos políticos, sendo inclusive cassado enquanto era prefeito de Londrina.

## Carreira política
Em 1977 foi nomeada presidente da Associação de Proteção à Maternidade e à Infância de Londrina. Em 1989 comandou em Londrina o Programa do Voluntariado Paranaense. Nas eleições de 1990 Emília Belinati foi eleita deputada estadual, sendo a única mulher deputada na legislação estadual no período de 1991 à 1995. Evangélica, lançou no Paraná uma campanha contra a pena de morte.
Nas eleições estaduais no Paraná em 1994, Emília Belinati, então pelo PDT, formou uma chapa encabeçada por Jaime Lerner (PDT) para concorrer ao governo, sendo eleitos, derrotando então a chapa composta por Álvaro Dias (PP) e Maurício Fruet (PMDB). Lerner e Emília foram reeleitos nas eleições estaduais no Paraná em 1998, derrotando Roberto Requião, do PMDB. Na ausência de Lerner, Emília Belinati assumiu o governo do Paraná por 45 vezes. Durante a vice-governadoria, ela sofreu uma ação civil pública, juntamente com outras 38 pessoas, por suspeitas de desvios de dinheiro da prefeitura de Londrina em 1998.
Nas eleições de 2006 foi candidata a deputada federal pelo Partido da Frente Liberal (PFL), não sendo eleita. Em 2007 foi nomeada para assumir a direção do Instituto Curitiba de Saúde, na gestão do prefeito Beto Richa. Permaneceu na instituição até 2010. Nas eleições de 2010 voltou a ser candidata a deputada estadual pelo PSB, não obtendo êxito. Em 2013 Emília Belinati foi eleita para ocupar o cargo de Diretora Comercial da Companhia de Saneamento do Paraná (Sanepar), substituindo seu filho, Antônio Carlos Sales Belinati.